# Pod (lodní pohon)

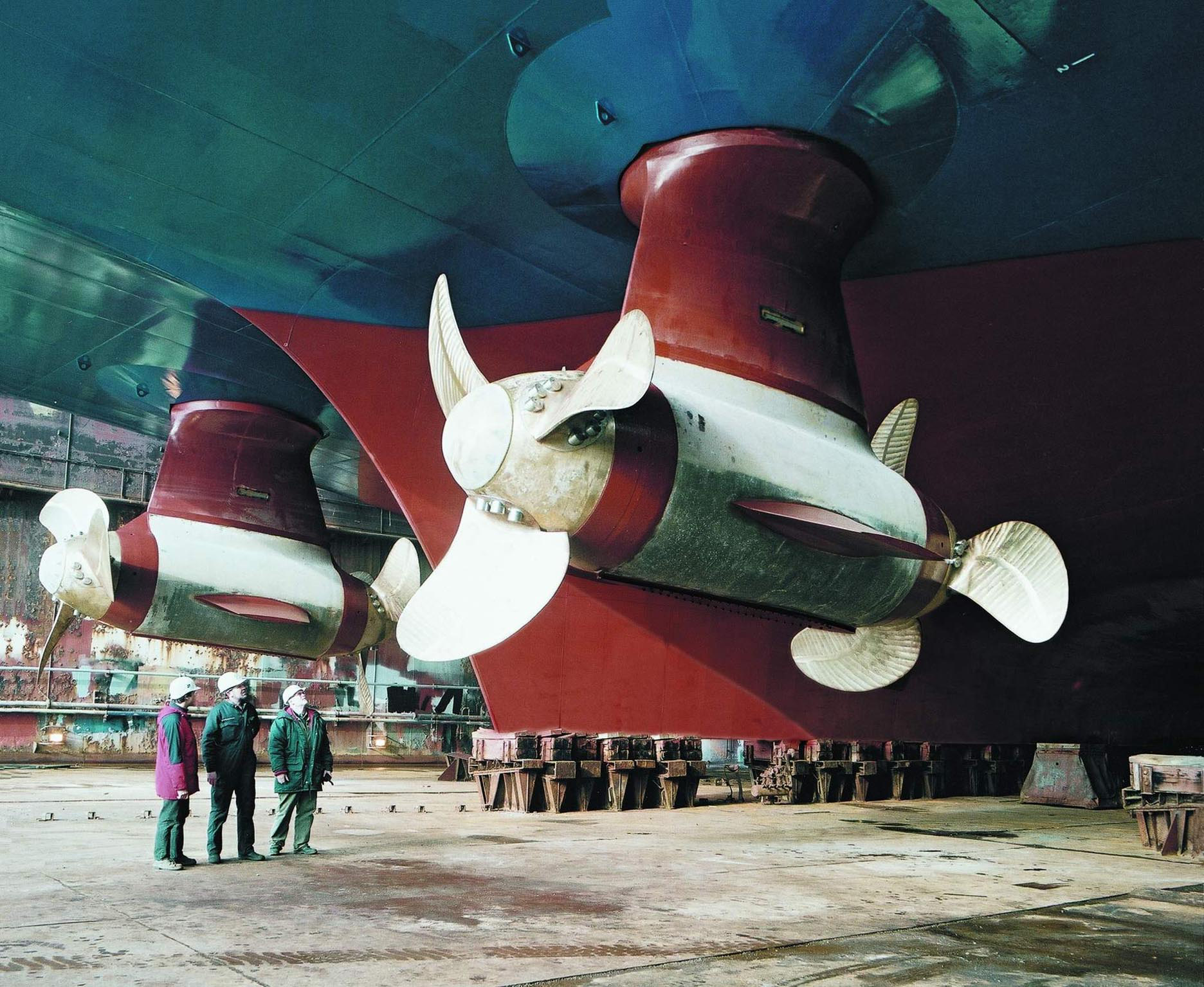
Dvojice otočných podů (propulsorů) Siemens Schottel

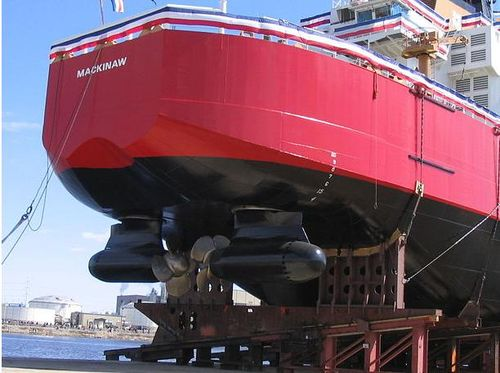
Azipody amerického ledoborce USCGC Mackinaw (WLBB-30)

Pod je označení typu lodního pohonu řešeného jako kolem svislé osy plně otočná závěsná gondola s lodním šroubem (tažným nebo tlačným), nebo se dvěma lodními šrouby v tandemovém uspořádání (jednotky se dvěma šrouby se nazývají propulsory). Plavidlo vybavené podem tak nepotřebuje kormidlo a má vysokou manévrovatelnost.
Pody mohou být poháněny motory v trupu plavidla, přičemž výkon je od motoru přenášen pomocí lodní hřídele. Elektrické pohonné jednotky Azipod (AZImuthing POdded Drive), vyvinuté společností ABB, se liší tím, že mají elektromotory zabudovány přímo v gondole a v samotném plavidle jsou umístěny pouze zdroje elektrické energie (dieselgenerátory, generátory na LNG).